# Tolg
Tolg är en småort och kyrkby belägen vid Tolgasjön och Asasjön nordväst om Rottne, i Tolgs distrikt (Tolgs socken) i Växjö kommun.
Ortnamnet kan härledas till det fornnordiska tolgh som betyder inskärning eller nedskärning och lär avse dalgången mellan de båda sjöarna. 

## Samhället
I byn finns bland annat lanthandel, Tolgs skola, en förskola samt Tolgs kyrka. 
I Tolg finns offerkällorna Barnabrunnarna. 
På gränsen till Tjureda socken ligger utsiktstornet Nykulla. 

## Föreningar
Föreningar i Tolg är bland annat Tolgs IF, Tolgs Skytteförening, Kultur i Tolg, Tolgs Hembygdsförening och ett sockenråd. 
Tolg IF:s hemmaplan heter Dackevallen.